# 무사시가오카 신호장
무사시가오카 신호장(일본어: 武蔵丘信号場, むさしがおかしんごうじょう)은 일본 사이타마현 한노시에 있는 신호장이다.
한노 방향으로 인접한 기타한노 신호장까지 복선 구간이며, 1989년 신호장으로 사용을 개시한 이래 여객 열차는 정차하지 않고, 단지 교행을 한다. 인근에 무사시가오카 차량기지가 있다.
주변에 뉴타운을 조성하여 신호장을 보통역으로 승격하려는 계획도 있었지만, 현재 보류 상태이다.
평소에는 이 곳에서 열차 교행을 하나 가끔 승무원을 교대하기도 한다.

## 역사
- 1989년 11월 26일: 신호장으로 사용 개시.